# 88 (película)
88 es una película española de 2012 dirigida por Jordi Mollà.

## Sinopsis
88 cuenta la historia de una pareja que se conoció cuando ambos eran gamberros y libres de prejuicios morales. Si bien su relación comenzó siendo pasional e intensa, ahora, con el paso de los años y con un hijo en común, se han sumido en los silencios y en la incomunicación y su vida sexual ha quedado muy limitada. Esta crisis se ve agravada la noche en la que tienen el mismo sueño. Ella le cuenta a él lo que ha visto en su subconsciente, pero él no le confiesa haber contemplado las mismas imágenes. Esto provoca que se distancien y que penetren en un laberinto de miedo en el que se les aparecen fantasmas que les avivan los celos y otros sentimientos negativos.

## Reparto
| Actor/Actriz      | Personaje      |
| ----------------- | -------------- |
| Álvaro Cervantes  | Joel           |
| Rubén Ochandiano  | Ken            |
| Thais Blume       | Charlotte      |
| Francisco Boira   | Nico           |
| Denise Moreno     | Utah           |
| Tony Corvillo     | Jon            |
| Jordi Collet      |                |
| Hermann Bonnín    | Víctor         |
| Antonio Del Prete | Joseph Berguer |
| Beatriz Montañez  | Zoe            |